# Південнобалтійські поозер'я

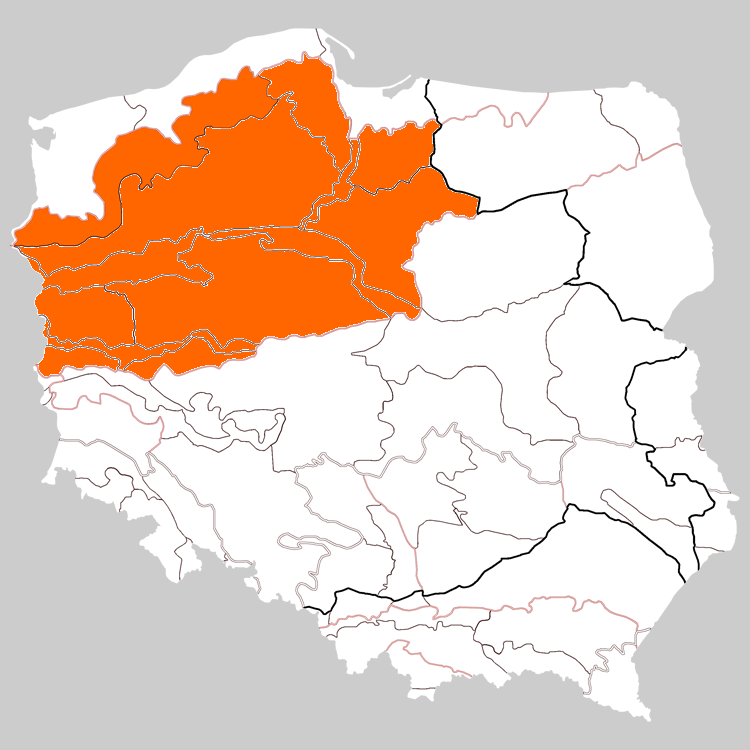
Південнобалтійські поозер'я на фізико-географічній карті Польщі.

Південнобалті́йські поо́зер'я (нім. Seenplatten, пол. Pojezierza Południowobałtyckie) (314–316) – фізико-географічна підпровінція, поозер'я в північній Польщі та Німеччині, межує з підпровінцією Південнобалтійських побереж на півночі та з підпровінцією Середньопольських Низовин на півдні, простягається від Ельби на заході до Пасленки на сході. Знаходиться у Німеччині в Мекленбург-Передній Померанії та Бранденбурзі, та у Польщі в Західнопоморському, Поморському, Любуському, Великопольському, Куявсько-Поморському та Вармінсько-Мазурському воєводствах.